# Le Vaincu (Gabrielle Dumontet)
Le Vaincu ou La Force enchaînée est un haut-relief en marbre réalisé en 1900 par Gabrielle Dumontet (1860-1936), conservé par le musée des Beaux-Arts de Bordeaux et déposé au Parc bordelais.

## Historique
L'œuvre faisait partie de la collection de l'artiste qui l'a proposée à la Ville de Bordeaux le 1er juillet 1900 pour la somme de 10 000 francs, mentionnant le : « […] vif désir de voir l'original d'une de mes œuvres importantes rester au Musée de mon pays natal à Bordeaux […] Depuis le haut-relief en bronze intitulé Voe victis, qui se trouve actuellement à bord d'un vaisseau amiral bien connu, le Brennus, le haut relief en marbre que je vous offre est l'œuvre la plus importante que j'ai faite. Si l'homme à genoux représenté sur le haut relief actuel se dressait tout debout il aurait quatre mètres de hauteur […] J'offre mon œuvre à la Ville de Bordeaux comme j'ai offert à l’État mon Voe victis qui fut accepté par M. Félix Faure, alors ministre la Marine, avec la plus grande bienveillance — c'est-à-dire moyennant le remboursement de mes principaux frais de matière […] »
L'offre a été déclinée par manque de crédits. L'artiste en a fait don au musée des Beaux-Arts de Bordeaux où elle est entrée le 17 mai 1901 sous le numéro d'inventaire Bx E 1083 pour être exposée dans l'aile nord du bâtiment. Elle faisait partie du projet de redéploiement des sculptures dans des lieux publics élaboré en 1936. Son transfert au Parc bordelais a été effectif en 1952.

## Description
La sculpture figure un homme dans une attitude de défaite et de soumission. Il est représenté nu, avec une musculature puissante, un genou à terre, le dos courbé et la tête à la chevelure abondante baissée. Ses mains sont ligotées dans son dos.
La figure représentée de profil s'appuie contre un support et repose sur un socle.
Il s'agit d'un haut-relief en marbre signé et daté à droite sur la terrasse du support : « Gabrielle Dumontet 1900 ». 
L'œuvre est exposée aux intempéries et présente de nombreuses traces de mousse et de moisissure.

## Contexte
Cette œuvre a été exécutée l'année où Gabrielle Dumontet est récompensée d'une mention honorable à l'Exposition universelle de 1900 avec ses sculptures Le Père Elis, doyen des forgerons de la Gironde et le Buste de M. D.

## Analyse

### Choix du sujet
De nombreuses œuvres de Gabrielle Dumontet lui servent à exalter ses sentiments patriotiques. Elle a déjà traité le thème de l'homme agenouillé dans son œuvre Vœ Victis !, un haut-relief en bronze exposé au Salon des artistes français de 1895 (no 3054), qu'elle donna à l'État pour orner le vestibule d'honneur du cuirassé le Brennus.

### Esthétique
S'inspirant de sujets historiques ou de thèmes sociaux, Gabrielle Dumontet adopte un style exprimant une grande force à travers la représentation de nus puissamment bâtis et musculeux.

## Réception critique
Exposée au Salon des artistes français de 1900, l'œuvre a reçu un bon accueil de la part de la critique de l'époque.

« Parmi les œuvres de moins grande dimension je citerai le grand haut-relief de madame Gabrielle Dumontet, Le Vaincu, œuvre qui révèle une énergie et un talent peu communs chez une femme. »

— Arsène Alexandre, « Société des Artistes Français » , Le Figaro Salon, 1900, p. 70.

« Dès lors la statuaire s'abandonne. Nul qui la sollicite d'ennoblir nos demeures par des inspirations intimes. Combien de bâtisseurs ont souci d'accorder ses reliefs avec les saillies des ordres, ses mouvements avec le rythme immobile des colonnades ?… Ou le prétexte semble insuffisant à renverser des chairs colossales (Hyménée)), ou bien c'est un joli thème menu qu'on prétend rénover à grand renfort de plâtre (L'Âme des ruines), ou telle délicatesse de profil dont Burnes-Jones se fût étonné qu'on décuplât la ligne (L'Ange de la mort). Faut-il condamner l'artiste qui cède à ces glorieuses ambitions ? Un haut-relief de Mme Dumontet (Le Vaincu) plaide éloquemment la cause de tels efforts. »

— Jules Rais, « Le Salon de 1900 », Gazette des Beaux-Arts, mai 1900, p. 362.
Des artistes ont appuyé l'offre de Gabrielle Dumontet, comme Raoul Larche : « L'œuvre si intéressante et si personnelle de Mme Dumontet […]. œuvre d'une artiste du pays sincère et attachante […] », ou bien comme son maître Alfred Boucher : « Cette œuvre se recommande […] elle-même par l'originalité de sa composition et la puissance de son exécution ».
Charles Manciet, conservateur s'est montré plus réservé en 1931 : « Mlle Dumontet. Le Vaincu, œuvre de proportions colossales peut-être pas nécessaires et qui demanderait, pour être mieux vue, plus de recul. »